# О’Фаллон (Миссури)
О’Фаллон (англ. O'Fallon) — город в округе Сент-Чарльз в Миссури в Соединённых Штатах Америки.
По данным переписи 2020 года население О'Фаллона составляло 91 316 человек, что делает его самым густонаселенным пригородом Сент-Луиса, а также самым густонаселенным муниципалитетом в округе Сент-Чарльз и 7-м по численности населения в Миссури.

## География
Город О’Фаллон является частью статистической агломерации Сент-Луиса, расположенной вдоль межштатных автомагистралей I-64 и I-70 между озером Сент-Луис и Сент-Питерсом. Тёзка города в округе Сент-Клэр (штат Иллинойс), также является частью региона Сент-Луис. Эти два города являются одной из немногих пар одноименных муниципалитетов, которые являются частью одной и той же агломерации.
По данным Бюро переписи населения США, общая площадь города составляет 29,20 квадратных миль (75,63 км2), из которых 29,19 квадратных миль (75,60 км2) приходится на сушу, а 0,01 квадратных миль (0,03 км2) покрыто водой.

## История
Город был основан в 1856 году американцем немецкого происхождения Николасом Крекелем (1825—1910). Сообщество было названо старшим братом Крекеля, судьей Арнольдом Крекелем, в честь американского офицера, бизнесмена и филантропа Джона О'Фаллона. Первое почтовое отделение О'Фаллона работает с 1859 года, а Николас Крекель был в нём самым первым почтмейстером.
В 2007 году находящийся в О’Фаллоне Институт Святой Марии был включен в Национальный реестр исторических мест.